# بيل نيلسون (سياسي)
بيل نيلسون (بالإنجليزية: Bill Neilson)‏ هو ناقد مسرحي وساعي البريد وسياسي أسترالي، ولد في 27 أغسطس 1925 في هوبارت في أستراليا، وتوفي بنفس المكان في 9 نوفمبر 1989. حزبياً، نشط في حزب العمال الأسترالي. وقد انتخب عضو مجلس نواب تسمانيا عن دائرة Division of Franklin (state) ‏ (23 نوفمبر 1946 – 1 ديسمبر 1977) وانتخب Premier of Tasmania ‏ (31 مارس 1975 – 1 ديسمبر 1977).